# Wyspy Salomona na Letnich Igrzyskach Olimpijskich 2000
Reprezentacja Wysp Salomona na Letnich Igrzyskach Olimpijskich 2000 w Sydney liczyła dwie osoby – jednego mężczyznę i jedną kobietę.

## Występy reprezentantów Wysp Salomona

### lekkoatletyka
Mężczyźni 3000 m z przeszkodami
- Primo Higa – eliminacje 9:44,12 (nie awansował dalej)

Kobiety 100 m
- Jenny Keni – eliminacje 13,01 (nie awansowała dalej)